# Bandiera di Mauritius
La bandiera di Mauritius è stata adottata nel 1968. La bandiera è composta da quattro bande orizzontali: dall'alto verso il basso i colori sono rosso, blu, giallo e verde.
I colori della bandiera di Mauritius simboleggiano le diverse religioni ed etnie presenti sull'isola. Il colore rosso rappresenta gli indù, il blu i cristiani, il giallo i tamil e il verde i musulmani.
È usata come bandiera di comodo.

## Bandiere storiche

Bandiera della Colonia britannica di Mauritius (1869-1906)
Bandiera della Colonia britannica di Mauritius (1906-1923)
Bandiera della Colonia britannica di Mauritius (1923-1968)